# تاج اسقف

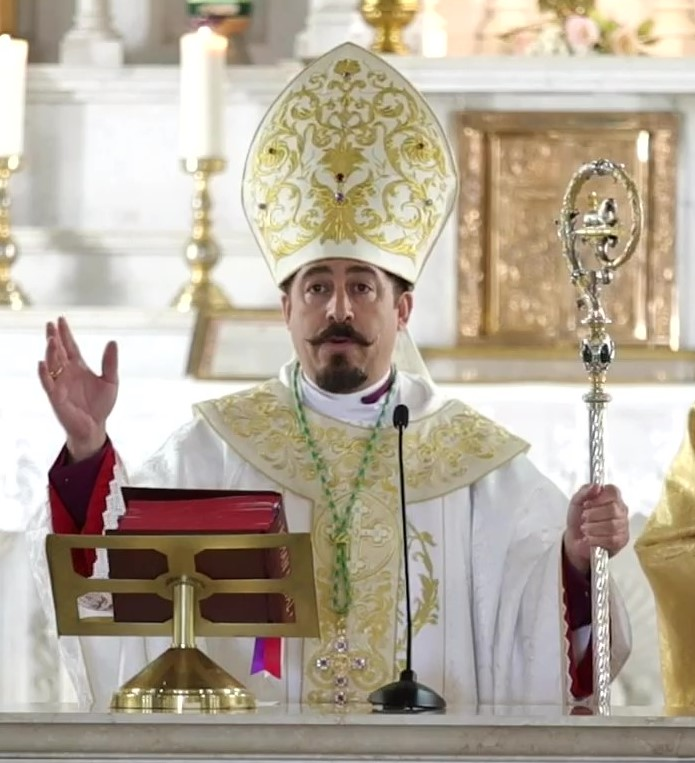
اسقف ادیک بارونی با تاج اسقفی غربی

تاج اسقف (انگلیسی: Mitre) یک پوشش سر تشریفاتی و سنتی است که توسط اسقف‌ها و در مسیحیت سنتی مورد استفاده قرار می‌گیرد.
نام یونانی این تاج یعنی میتره (μίτρη) در اصل به معنای یک تکه زره بود که معمولاً به شکل یک محافظ فلزی در اطراف کمر و زیر جوشن بسته می‌شد، همانطور که در ایلیاد هومر ذکر آن رفته است.